# Ceratothoa marisrubri
Ceratothoa marisrubri is een pissebed uit de familie Cymothoidae. De wetenschappelijke naam van de soort is voor het eerst geldig gepubliceerd in 1999 door Trilles, Colorni & Golani.